# Puchar Świata w skokach narciarskich w Pragelato
Puchar Świata w skokach narciarskich w Pragelato – impreza rozgrywana po raz pierwszy w sezonie 2004/05 w ramach próby przedolimpijskiej. Były to konkursy: indywidualny 11 lutego 2005 (wygrał go Matti Hautamäki), oraz dzień później drużynowy, gdzie triumfowali Austriacy. Kolejne zawody tej rangi odbyły się w Pragelato 13 i 14 grudnia 2008. Zwycięzcami zostali Simon Ammann oraz Fumihisa Yumoto.

## Podium poszczególnych konkursów PŚ w Pragelato
| Źródło | Źródło          | Źródło             | Źródło | Źródło | Źródło                                                                                         | Źródło                                                                              | Źródło                                                                                |
| Lp     | Data            | Skocznia           | HS     | Uwagi  | 1. miejsce                                                                                     | 2. miejsce                                                                          | 3. miejsce                                                                            |
| ------ | --------------- | ------------------ | ------ | ------ | ---------------------------------------------------------------------------------------------- | ----------------------------------------------------------------------------------- | ------------------------------------------------------------------------------------- |
| 1.     | 11 lutego 2005  | Trampolino a Monte | HS140  | —      | Matti Hautamäki                                                                                | Michael Uhrmann                                                                     | Thomas Morgenstern                                                                    |
| 2.     | 12 lutego 2005  | Trampolino a Monte | HS140  | druż.  | Austria 1. Andreas Widhölzl · 2. Wolfgang Loitzl · 3. Thomas Morgenstern · 4. Martin Höllwarth | Słowenia 1. Primož Peterka · 2. Robert Kranjec · 3. Rok Benkovič · 4. Jernej Damjan | Niemcy 1. Jörg Ritzerfeld · 2. Martin Schmitt · 3. Stephan Hocke · 4. Michael Uhrmann |
| 3.     | 13 grudnia 2008 | Trampolino a Monte | HS140  | nocny  | Simon Ammann                                                                                   | Gregor Schlierenzauer                                                               | Ville Larinto                                                                         |
| 4.     | 14 grudnia 2008 | Trampolino a Monte | HS140  | [ a ]  | Fumihisa Yumoto                                                                                | Simon Ammann                                                                        | Johan Remen Evensen                                                                   |